# تورفي (بيدفوردشير)
تورفي (بالإنجليزية: Turvey, Bedfordshire)‏ هي قرية و أبرشية مدنية تقع في المملكة المتحدة في إنجلترا.  يقدر عدد سكانها بـ 1,225 نسمة .